# Continuité territoriale
La continuité territoriale est un principe de service public qui se donne pour objectif de renforcer la cohésion entre différents territoires d'un même État, en compensant les handicaps liés à leur éloignement, un enclavement ou un accès difficile. 
Les régions ultrapériphériques de l'Union européenne et les pays et territoires d'outre-mer des États membres de l'Union européenne peuvent bénéficier de ces dispositions.
En pratique, ce principe se traduit par un système d'aide ou de facilités fournies par l'État envers les citoyens ou les entités régionales concernées.

## Cadre législatif et règlementaire

### Dans l'Union européenne
Le renforcement de la cohésion sur le continent européen est à la base du processus de construction européenne. Ce principe très général est mentionné à l'article 2 du Traité instituant la Communauté économique européenne :
« 
La Communauté a pour mission, par l'établissement d'un marché commun, d'une Union économique et monétaire et par la mise en œuvre des politiques ou des actions communes visées aux articles 3 et 4, de promouvoir dans l'ensemble de la Communauté un développement harmonieux, équilibré et durable des activités économiques, un niveau d'emploi et de protection sociale élevé, l'égalité entre les hommes et les femmes, une croissance durable et non inflationniste, un haut degré de compétitivité et de convergence des performances économiques, un niveau élevé de protection et d'amélioration de la qualité de l'environnement, le relèvement du niveau et de la qualité de vie, la cohésion économique et sociale et la solidarité entre les États membres. »
Les mesures d'aide concernant les transports aériens sont prévues par le règlement 2408/92 du Conseil des Communautés européennes, qui traite des obligations de service public :
« 
Un État membre peut, à la suite de consultations avec les autres États concernés et après en avoir informé la Commission et les transporteurs aériens qui exploitent la liaison, imposer des obligations de service public sur des services aériens réguliers vers un aéroport desservant une zone périphérique ou de développement située sur son territoire ou sur une liaison à faible trafic à destination d'un aéroport régional situé sur son territoire, si ces liaisons sont considérées comme vitales pour le développement économique de la région dans laquelle est situé l'aéroport, dans la mesure nécessaire pour assurer sur cette liaison une prestation de service adéquate répondant à des normes fixes en matière de continuité, de régularité, de capacité et de prix, normes auxquelles le transporteur ne satisferait pas s'il ne devait considérer que son seul intérêt commercial. La Commission publie ces obligations de service public au Journal officiel des Communautés européennes. »
L'Union européenne pourvoit essentiellement le cadre légal dans lequel les États membres peuvent accorder des aides à la continuité territoriale aux régions ultrapériphériques. Des aides européennes contribuant à la continuité territoriale entre les pays et territoires d'outre-mer (qui ne sont pas membres de l'Union européenne, mais dont le statut fut prévu dès par le Traité de Rome de 1957) et les États membres dont ils dépendent, peuvent être attribuées au titre du Fonds européen pour le développement.

### Niveau national portugais
Le Portugal, avec l'île de Madère et l'archipel des Açores, dispose de deux régions ultrapériphériques de l'Union européenne, situées dans l'Océan atlantique. Le Portugal, bien qu'État unitaire, reconnait à ces archipels un statut administratif propre, prévu aux article 225 et suivants de la Constitution portugaise. Plus particulièrement, le point 1 de l'article 229 donne le cadre constitutionnel aux mesures prises au titre de la continuité territoriale : 
« Os órgãos de soberania asseguram, em cooperação com os órgãos de governo regional, o desenvolvimento económico e social das regiões autónomas, visando, em especial, a correcção das desigualdades derivadas da insularidade. »
Les organes de la souveraineté [nationale] assurent, en coopération avec les organes du gouvernement régional, le développement économique et social des régions autonomes, visant en particulier la correction des inégalités provenant de l'insularité.

#### Desserte aérienne
Le Portugal dispose d'un système d'aides pour les résidents des régions autonomes des Açores et de ceux de Madère, depuis le 1er janvier 1999. Les aides étaient, jusqu'en décembre 2007, basées sur un tarif au pourcentage plafonné. Les seules compagnies qui réalisaient ce trajet étaient les entreprises publiques TAP Portugal et SATA Air Açores. Parallèlement à la libéralisation du marché des transports aériens sur la liaison Madère-Lisbonne, les aides applicables sont passées à un remboursement fixe de l'ordre de 60 euros pour un voyage aller-retour Madère-Lisbonne, versé après la réalisation du voyage.

#### Manifestations sportives
La loi portugaise prévoit explicitement que la compensation des « asymétries régionales » dans le but de permettre la participation des clubs et athlètes issues des deux Régions autonomes portugaises.

#### Gestion des déchets
La loi sur les grandes options pour 2005-2009 prévoit d'assurer la continuité territoriale dans le domaine de la gestion des déchets.

#### Cas de la Région autonome deMadère
Le principe de continuité territoriale est inscrit dans le Statut politico-administratif de Madère. Il dispose que :
« O princípio da continuidade territorial assenta na necessidade de corrigir as desigualdades estruturais, originadas pelo afastamento e pela insularidade, e visa a plena consagração dos direitos de cidadania da população madeirense, vinculando, designadamente, o Estado ao seu cumprimento, de acordo com as suas obrigações constitucionais. »
« Le principe de continuité territoriale est fondé sur la nécessité de corriger les inégalités structurales trouvant leur origine dans la distance et l'insularité, et vise à la pleine consécration des droits de citoyenneté de la population de Madère et assujettissant l'État à son respect, dans la mesure de ses obligations constitutionnelles. »
Le principe de continuité territoriale a été appliqué aux tarifs pratiqués par les compagnies d'électricité, afin que ceux-ci se rapprochent des tarifs pratiqués sur le continent. En 1998, un protocole fut conclu entre le gouvernement portugais et le gouvernement régional de Madère. Les discussions aboutirent en 2003 à la signature d'un contrat relatif à la convergence des tarifs électriques. Ce contrat prévoit la participation de l'État portugais aux dépenses de production et de distribution de l'électricité sur l'ile de Madère, à hauteur de 100 000 euros au titre de l'année 2003, 4 231 006,70 euros pour chacune des années suivantes jusqu'en 2013, date à laquelle le montant encore dû en raison du retard pris initialement dans les négociations doit être soldé s'il ne l'est pas déjà.

### Niveau national espagnol
L'Espagne dispose, avec les îles Canaries, d'une région ultrapériphérique pour laquelle un principe de continuité territoriale a été définie, pour lesquelles un système d'aide à la mobilité pour les résidents de la Communauté autonome des Canaries

### Niveau national français

#### Premières mesures
Le principe de continuité territorial fut défini dans les années 1970 pour désenclaver la Corse.

#### Dotation de continuité territoriale
L'élargissement de cette mesure était réclamé dès 2002 par des habitants des départements d'outre-mer. Cet élargissement fut réalisé par la loi programme pour l'Outre-mer no 2003-660 du 21 juillet 2003. Cette dernière prévoit une dotation publique répartie entre les collectivités d'outre-mer. Chacune des collectivités d'outre-mer choisit les critères d'attribution et le montant de l'aide attribuée à ses administrés.
Dans le cas de la Polynésie française, le Code général des collectivités territoriales prévoit, par ordonnance du 5 octobre 2007, que « la continuité territoriale entre les communes membres d'une même communauté de communes est appréciée sans tenir compte de l'espace maritime qui existe entre ces dernières. » (une disposition identique est prévue en ce qui concerne les communes d'une même communauté d'agglomération).
La dotation pour chaque collectivité est calculée en fonction de la distance, de sa population, du trafic aérien constaté et d'un coefficient correcteur déterminé par l'accessibilité de l'aéroport et la desserte aérienne. Ce coefficient vaut 1 pour la Réunion et la Martinique, 1,2 pour la Guadeloupe, 1,5 pour Mayotte et 1,8 pour les autres collectivités.
La dotation en euros courants pour les années 2004 et 2005, 
2006, 2007, se répartissent de la façon suivante :
| Collectivité                                          | 2004       | 2005       | 2006       | 2007       |
| ----------------------------------------------------- | ---------- | ---------- | ---------- | ---------- |
| Région de la Guadeloupe                               | 6 105 810  | 6 064 224  | 6 056 938  | 6 223 869  |
| Région de la Guyane                                   | 1 915 812  | 1 956 776  | 1 948 910  | 2 025 584  |
| Région de la Martinique                               | 4 913 035  | 4 815 699  | 5 047 554  | 5 172 848  |
| Région de la Réunion                                  | 8 111 021  | 8 418 888  | 8 611 697  | 8 602 244  |
| Collectivité départementale de Mayotte                | 1 535 084  | 1 618 837  | 166 495    | 1 739 772  |
| Collectivité territoriale de Saint-Pierre-et-Miquelon | 111 397    | 123 662    | 122 115    | 120 468    |
| Nouvelle-Calédonie                                    | 3 066 629  | 3 494 039  | 3 952 445  | 4 112 332  |
| Polynésie française                                   | 3 967 864  | 4 203 690  | 4 147 295  | 4 332 068  |
| Wallis-et-Futuna                                      | 273 348    | 291 134    | 290 240    | 2 993 327  |
| total                                                 | 30 000 000 | 30 986 949 | 31 832 109 | 35 322 512 |

Pour l'année 2008, les fonds demandés pour la continuité territoriale (dotation de continuité de la loi-programme de 2003 et passeport mobilité) s'élèvent à 54,2 millions d'euros,.

#### Passeport mobilité
Le « passeport mobilité » est une mesure d'aide mise en place à l'été 2002 et formalisée prise par décret pris en 2004. Elle se destine aux résidents d'une collectivité d'outre-mer souhaitant se rendre en métropole ou dans une autre collectivité d'outre-mer en raison d'études ou pour y exercer une activité professionnelle. Elle concerne :
- les étudiants jusqu'à 26 ans qui souhaitent poursuivre leurs études en métropole ou dans une autre collectivité d'outre-mer en raison de l'inexistence de la section souhaitée dans leur lieu de résidence, ou de sa saturation. L'État prend en charge, dans ce cas, un voyage aller-retour par année scolaire.
- les jeunes jusqu'à 30 ans appelés à passer les épreuves orales d'admission à certains concours de l'enseignement supérieur. L'État prend en charge le voyage aller-retour.
- les jeunes jusqu'à 30 ans allant exercer un emploi. L'État prend en charge le voyage aller simple.

En 2003, le passeport mobilité se répartissait de la façon suivante :
| Collectivité | étudiants              | formation professionnelle |
| ------------ | ---------------------- | ------------------------- |
| Guadeloupe   | 803 bénéficiaires      | 1 182 bénéficiaires       |
| Guyane       | 235                    | 372                       |
| Martinique   | 884                    | 792                       |
| Réunion      | 1 442                  | 2 453 (ANT) + 500 (CNARM) |
| total        | 2 071 723 euros (2003) | 3 406 632 euros (2003)    |

Pour l'année 2004, le passeport mobilité représentait un budget de 11 millions d'euros.

#### Fonds de transport déconcentrés
Cette aide consiste, pour les personnes résidant dans les collectivitées d'outre-mer, de Saint-Pierre-et-Miquelon et de Wallis-et-Futuna, en un remboursement d'une part du prix d'un aller-retour, à destination de la métropole ou d'une autre collectivité d'outre mer. Elle concerne les étudiants, artistes et sportifs participant à une manifestation en rapport avec leur qualité.
Le fonds de transport pour Wallis-et-Futuna a été mis en place dans le cadre particulier de la convention de développement de Wallis-et-Futuna, séparément des autres territoires concernés.

#### Évolutions du dispositif
Les quatre principaux candidats à l'élection à la Présidence de la République française de 2007 se sont exprimés favorablement au principe de continuité territoriale, proposant les moyens de son amélioration. Cependant, des membres du parti centriste UDF s'étaient montrés critiques vis-à-vis de ce dispositif en 2003, préférant l'extension aux collectivités d'outre-mer les dispositions prévue pour la corse. Un projet d'amendement, appuyé en 2006 par le groupe socialiste à l'Assemblée nationale, reprenait la même idée.
Le dispositif en place est essentiellement destiné à faciliter les déplacements des personnes résidant habituellement dans des territoires éloignés. Elle a été étendue, à l'article 16 de la loi du 21 février 2007, aux personnes résidant en métropole « en cas d'événement grave survenant outre-mer à un membre de leur famille résidant lui-même outre-mer » ou pour des personnes originaires de régions ultramarines n'ayant pu se rendre dans leur région d'origine depuis 10 ans.
La réforme du système des congés bonifiés, destinés aux fonctionnaires originaires des collectivités d'outre-mer en poste en métropole, a été envisagée en 2007.

## Application sur le territoire français

### Le cas corse
Le principe est particulièrement pensé pour aplanir les difficultés de la Corse liées à son caractère insulaire et à son éloignement de la France hexagonale, qui entraîne un relatif isolement géographique.
La continuité territoriale s'est appliquée dans un premier temps, à partir du 1er janvier 1976 au transport maritime et a été conçue comme une extension du transport ferroviaire, la  tarification appliquée aux voyageurs et aux marchandises conditionnées en palettes étant celle de la SNCF. Les liaisons maritimes Corse-continent sont assurées par les compagnies SNCM et La Méridionale dans le cadre d'une délégation de service public conclue avec la Collectivité territoriale de Corse. La SNCM sera d'ailleurs créée à cette occasion par nationalisation de la Compagnie générale transméditerranéenne (CGTM) préexistante, dont la SNCF recevra 25 % du capital. 
En 1979, le principe de la continuité territoriale est étendu au transport aérien. Seules sont concernées les lignes dites « bord à bord » entre, d'une part, Marseille, Toulon et Nice et, d'autre part, Ajaccio, Bastia, Calvi et Figari. Elle sera étendue ultérieurement aux liaisons Corse-Paris. Air France et la CCM Airlines, en partage de code, assurent la continuité territoriale aérienne.
En 1982 est créé l’Office des transports de la Région de Corse (OTRC) en application de la loi du 30 juillet 1982 portant statut particulier de la région de Corse. Cet office, qui est un établissement public national, est chargé de la gestion des contrats de services publics avec les transporteurs en lieu et place des services de l'État. Il sera remplacé en 1991 par l'Office des transports de la Corse (OTC) qui est un établissement public régional rattaché à la Collectivité territoriale de Corse.
La subvention attribuée par l'État au service de la continuité territoriale s'élève pour l'exercice 2005 à 173,968 millions d'euros. Cette subvention constitue la dotation budgétaire de l'OTC.

### Dotation de continuité territoriale

#### Île de la Réunion
Les dispositions d'aide au maintien de la continuité territoriale sont entrées en vigueur à la Réunion au 1er juillet 2005, sur décision du Conseil Régional et malgré le retard pris par l'examen de l'agrément des autorités de l'Union européenne. En raison du caractère limité de la dotation (bien qu'étant la plus élevée de celles accordées aux régions ultramarines), 8 millions d'euros par an, et au vu du cout des transports aériens entre la Réunion et la métropole, le dispositif avait été, dans un premier temps, limité à l'aide aux personnes les plus en difficulté. Entre le 1er juillet et le 11 octobre 2005, seuls 849 dossiers avaient été traités. Le Conseil régional a dès lors décidé d'assouplir les critères d'attribution de l'aide et d'en relever le montant.
D'après la Région, les versements effectués par l'État au titre de l'année 2006 ont été inférieurs au montant prévu et le versement au titre de l'année 2007 n'a pas été réalisé, la Région a suspendu l'application de cette disposition.

#### Saint-Barthélemy et Saint-Martin
Les îles de Saint-Barthélemy et de Saint-Martin sont devenues chacune une collectivité d'outre-mer à la suite du référendum local du 7 décembre 2003 et par application de la loi no 2007-224 du 21 février 2007, les dispositions sur la continuité territoriale leur sont devenues applicables de façon autonome.
Avant le 15 juillet 2007, c'est la région Guadeloupe qui était chargée de l'application de ce dispositif dans ces îles.

#### Nouvelle-Calédonie
Plusieurs îles de Nouvelle-Calédonie bénéficient de mesures de continuité territoriale, des compagnies maritimes assurant le transport des passagers et du fret à un tarif homologué par les collectivités locales (provinces) et subventionné.
Le Gouvernement calédonien avait envisagé de limiter la mesure d'aide aux personnes aux citoyens et résidents anciens (mesure de continuité territoriale, financée par l'État, mise en œuvre par la Nouvelle-Calédonie, entre la Nouvelle-Calédonie et la Métropole et concernant le transport aérien). Il y avait renoncé à la suite de recours en justice.

#### Polynésie française
Le dispositif d'aide à la continuité territoriale est appliqué en Polynésie française depuis le 1er mai 2004. Il est doté de 4,19 millions d'euros annuels. L'objectif est de permettre à 15 000 résidents par an de bénéficier de l'aide.  L'aide est réalisée sous la forme d'un pourcentage de près de la moitié du prix du billet d'avion. 
La Chambre territoriale des comptes de Polynésie française a noté un dépassement des dépenses sur l'exercice 2004-2007, qui ont atteint 5,86 millions d'euros annuels au lieu des 4,19 millions prévus, alors que nombre de déplacements financés était de 5 000. La chambre a attribué ce dépassement à l'ouverture de l'aide aux déplacements associatifs, ayant créé un « effet d'aubaine ».
L'attribution des aides a été suspendu en mars 2007 pour insuffisance de fonds.

#### Mayotte
À Mayotte, le dispositif d'aide à la continuité territoriale consiste en une subvention de 30 % du prix du billet d'avion. Ce dispositif fait l'objet de critiques portant sur son montant.

#### Guadeloupe
En Guadeloupe, le Conseil régional a tranché pour la délivrance, aux bénéficiaires de l'aide, de bons de paiement acceptés par les agents de voyage. Ces bons ont une valeur de 100, 150 ou 200 €, selon l'âge et la situation du demandeur.

#### Martinique
La région Martinique a décidé d'un financement à hauteur de 50 % du prix du billet d'avion. Entre la mise en place du service et octobre 2007, 11 millions d'euros ont été utilisés, au profit de plus de 40 600 personnes. Cependant, l'application de la mesure a été suspendue par le Conseil régional en novembre 2007, au motif que l'État n'avait pas, selon le Conseil, effectué tous les versements dus.

#### Guyane
L'application à la Guyane s'est dans un premier temps heurtée à des limites dans l'organisation. Le Conseil régional s'est déclaré, en juillet 2004, « dans l’impossibilité d’établir des critères non discriminatoires dans la répartition de la dotation ». Il « propose que l'État en assure la gestion, qu'il pourrait confier à des organismes habilités et expérimentés en la matière tels que l'ANT, le CNASEA ou tout autre organisme de son choix. »

#### Saint-Pierre et Miquelon
La collectivité territoriale de Saint-Pierre et Miquelon a choisi d'attribuer l'aide à la seule condition de résider depuis au moins 5 ans dans l'archipel. Le montant de l'aide varie entre 200 et 290 euros, selon l'âge de la personne et l'île de résidence. Les crédits attribués par l'État ont permis d'attribuer 77 aides en 2004 (le système ayant été mis en place au 1er décembre), 696 en 2005 et 684 en 2006. La Chambre territoriale des comptes notait aussi que l'aide attribuée ne représente qu'une faible part du prix du billet d'avion et, citait la Collectivité territoriale indiquant que contexte local, qui impose le plus souvent deux escales au Canada via des dessertes limitées, restreint la concurrence commerciale qui pourrait contribuer à baisser les prix.
Le sénateur Denis Detcheverry attribue à la faiblesse de la population et au cout très élevé des transports aériens avec la métropole les difficultés de mise en place du système.

#### Wallis-et-Futuna
Le financement apporté par les mesures d'aide à la continuité territoriale est affecté à la desserte maritime. Outre d'être parmi les cinq priorités définies par la Convention pour le développement économique et social (2003-2004), la continuité territoriale fait aussi partie des huit objectifs définis par la Commission européenne.